# Kortezubi
Kortezubi – gmina w Hiszpanii, w prowincji Biskaja, w Kraju Basków, o powierzchni 11,91 km². W 2011 roku gmina liczyła 423 mieszkańców.